# Jacques Bins, conte di Saint-Victor
Jacques-Maximilien Benjamin Bins, conte di Saint-Victor (Saint Domingue, 1772 – Parigi, 1858) è stato un poeta, saggista e librettista francese.

## Biografia
Nato a Fort Liberté (un tempo Fort Dauphin), Haiti (un tempo nota come Saint Domingue)] sull'isola di Hispaniola, all'epoca della sua nascita Saint Domingue era una colonia francese. Morì a Parigi nel 1858. Suo figlio, Paul de Saint-Victor, divenne un noto saggista e critico.
Durante il primo Impero, Bins de Saint-Victor venne arrestato come cospiratore realista ed incarcerato a Parigi. Dopo la caduta di Napoleone Bonaparte, fu uno degli editori del Journal des débats e scrisse anche su Drapeau blanc. Avendo provato senza successo ad aprire una libreria con Félicité de Lamennais, si trasferì per un certo periodo negli Stati Uniti d'America. Al ritorno a Parigi scrisse per il giornale La France.
Oltre alle sue opere poetiche e alle traduzioni da Anacreonte, pubblicò numerosi studi storici e tre libretti d'opera.

## Opere

### Poemi
- Amour et galanterie dans le genre de Faublas, 2 vol., 1801
- L'Espérance, poema, 1802
- Les Grands Poètes malheureux, 1802
- Le Voyage du poète, poema, 1806
- Odes d'Anacréon, traduzione in versi su testo di Brunck, 1810
- Ode sur la Révolution française et sur la chute du tyran, 1814
- Ode sur la première et la seconde Restauration du trône, 1815
- Œuvres poétiques, 1822

### Saggi
- Musée des antiques, disegni e incisioni di Pierre Bouillon, con note esplicative di Jacques Bins de Saint-Victor, 3 vol., 1810-1821
- Préface des Soirées de Saint-Pétersbourg di Joseph de Maistre - Edition de 1922.
- Tableau historique et pittoresque de Paris depuis les Gaulois jusqu'à nos jours, 3 vol., 1808-1809 ; 2nd édition augmentée, 8 vol., 1822-1827
- Quelques observations sur la lettre de Fouché au duc de Wellington, suivies du texte de cette lettre et de quelques notes explicatives, 1817
- Atlas du Tableau historique et pittoresque de Paris depuis les Gaulois jusqu'à nos jours, 214 planches, 1827
- Documents historiques, critiques, apologétiques concernant la Compagnie de Jésus, 3 vol., 1827-1830
- Lettres sur les États-Unis d'Amérique, écrites en 1832 et 1833, et adressées à M. le Cte O'Mahony, 2 vol., 1835
- Correspondance littéraire, découverte d'une petite mystification, 1837
- De l'Origine et de la nature du pouvoir d'après les monuments historiques, ou Études sur l'histoire universelle, 1840
- Les Fleurs des saints. Actes des saints martyrs rédigés et classés d'après l'ordre chronologique, 1845

### Libretti
- La rivale d'elle-même, opéra-comique in un atto, musica di Jean-Pierre Solié, prima esecuzione Salle Favart, 3 ottobre 1800
- L'habit du chevalier de Grammont, opéra-comique in un atto, musica di Eler, prima al Théâtre Feydeau, 6 dicembre 1803
- Uthal, opera in versi ad imitazione da Ossian, musica di Méhul, prima alla Salle Favart, 17 maggio 1806